# Élder Granja
Élder da Silva Granja dos Santos, mais conhecido apenas como Élder Granja (Santos, 2 de julho de 1982) é um ex- futebolista brasileiro que jogava como lateral-direito.

## Carreira

### Santos
Iniciou sua carreira nas categorias de base do Santos, onde atuou com Paulo Almeida, Jerri e Douglas. Foi promovido ao profissional em 2000, mas em seu último ano de júnior foi dispensado.
Em 2001 atuou pelo Atlético Goianiense, e teve passagens pelo Francisco Beltrão, Corinthians de Alagoas e Portuguesa, onde ficou apenas três meses.

### Internacional
Em maio de 2003, Élder Granja chega ao Internacional. No início de 2006 era titular absoluto da lateral colorada, mas uma série de lesões tirou-o dos campos por várias partidas. Mesmo não estando em seu melhor momento na carreira, participou dos elencos do Internacional que ganharam a Copa Libertadores e o Mundial de Clubes da FIFA naquele ano.
Em 2007, teve diversas lesões musculares e mal jogou durante o ano.
Pelo clube, também foi bicampeão gaúcho e soma dois gols marcados em Gre-Nais (clássicos nº 357 e 358) e assistência para Fernandão marcar o gol mil do clássico gaúcho no Gre-Nal nº 360.

### Palmeiras
Em 2007 não renovou contrato com o Inter e, em 2008, acertou sua ida ao Palmeiras. Livre dos problemas de lesões, foi titular pela maior parte do ano até perder a vaga para Fabinho Capixaba. Conquistou um Campeonato Paulista e ajudou o Palmeiras a chegar à Copa Libertadores. Após o término do Campeonato Brasileiro de 2008, o atleta deixou o clube alegando ter propostas de clubes da Europa, no entanto, essas não se concretizaram.

### Atlético Mineiro
No dia 2 de abril de 2009, o jogador acertou sua transferência para o Atlético Mineiro, sob aval do técnico Emerson Leão.

### Sport
No dia 9 de junho de 2009, Élder Granja acertou até o dia 31 de dezembro deste ano sua transferência para o Sport Recife devido à transferência do técnico Emerson Leão para o clube pernambucano.
No dia 27 de novembro de 2009, Granja rescindiu seu contrato com o Sport que foi rebaixado para a Série B do Campeonato Brasileiro naquele ano.

### Vasco da Gama
Pouco tempo depois, no dia 8 de dezembro de 2009, foi contratado pelo Vasco da Gama para a temporada de 2010.

### Atlético Paranense
Em setembro de 2010, com poucas chances no elenco vascaíno, foi emprestado ao Atlético Paranaense até o fim do ano.
Ao final da temporada 2010, Élder Granja retornou ao Vasco da Gama, mas em 2011 foi encostado e passou a treinar em separado do elenco cruzmaltino.

### São Caetano
Em agosto de 2011 se transferiu para o São Caetano.

### Juventude
Em 2012, se transferiu para o Juventude. Após três meses, em maio, solicitou seu desligamento e rescindindo o seu contrato.

### Madureira
Em 2013, se transferiu para o Madureira com contrato até o fim do Estadual.

### Cianorte
Em fevereiro de 2015, Élder fechou com o Cianorte para a segunda divisão do Campeonato Paranaense, onde teve o salário bancado por uma empresa de frangos.

### Juventus-SP
Em janeiro de 2016, Élder Granja acertou com o Juventus-SP, para a disputa da Série A2 do Campeonato Paulista, onde deixou a lateral direita e começou a atuar como meio-campista.

## Títulos
Internacional
- Mundial de Clubes da FIFA: 2006
- Copa Libertadores da América: 2006

Vasco da Gama
- Copa da Hora: 2010

América de Natal
- Campeonato Potiguar: 2015

Ceará
- Campeonato Cearense: 2014

Fortaleza
- Campeonato Cearense: 2016

Palmeiras
- Campeonato Paulista: 2008[6]